# Dúzs, Tolna
Dúzs  este un sat în districtul Tamás, județul Tolna, Ungaria, având o populație de 266 de locuitori (2011). 

## Demografie
Componența etnică a satului Dúzs
     Maghiari (88,81%)
     Romi (7,94%)
     Germani (3,25%)
Componența confesională a satului Dúzs
     Romano-catolici (52,63%)
     Fără religie (25,56%)
     Reformați (1,5%)
     Necunoscută (20,3%)
     Alte religii (1,88%)
Conform recensământului din 2011, satul Dúzs avea 266 de locuitori. Din punct de vedere etnic, majoritatea locuitorilor (88,81%) erau maghiari, existând și minorități de romi (7,94%) și germani (3,25%).  Din punct de vedere confesional, majoritatea locuitorilor (52,63%) erau romano-catolici, existând și minorități de persoane fără religie (25,56%) și reformați (1,5%). Pentru 20,3% din locuitori nu este cunoscută apartenența confesională.